# Welterbe in Tonga
Der Inselstaat Tonga im Südpazifik ist der Welterbekonvention 2004 beigetreten. Bislang (Stand 2023) wurde noch keine Stätte in Tonga in das UNESCO-Welterbe aufgenommen.

## Tentativliste
In der Tentativliste sind die Stätten eingetragen, die für eine Nominierung zur Aufnahme in die Welterbeliste vorgesehen sind. Derzeit (2016) sind zwei Stätten in der Tentativliste von Tonga eingetragen, die letzte Eintragung erfolgte 2007. Die folgende Tabelle listet die Stätten in chronologischer Reihenfolge nach dem Jahr ihrer Aufnahme in die Tentativliste (K – Kulturerbe, N – Naturerbe, K/N – gemischt).
| Bild                                     | Bezeichnung                               | Jahr | Typ | Ref. | Beschreibung |
| ---------------------------------------- | ----------------------------------------- | ---- | --- | ---- | --- |
| Antike Hauptstädte des Königreichs Tonga | Antike Hauptstädte des Königreichs Tonga  | 2007 | K   | 5167 | zwei archäologische Stätten: Antike Königsgräber von Lapaha in Muʻa und Historischer Park von Haʻamonga ʻA Maui in Heketā nahe Niutoua |
|                                          | Archäologische Stätten der Lapita-Keramik | 2007 | K   | 5168 | Keramik-Stätten der Lapita-Kultur, Teil einer möglichen transnationalen Bewerbung                                                      |